# Youtubers Life
 Youtubers Life es un videojuego de simulación de vida y negocios desarrollado por la empresa independiente U-Play en línea con sede en España. El juego fue lanzado en Steam Early Access en mayo de 2016. 

## Jugabilidad
Youtubers Life es un juego de simulación de vida con elementos de simulación empresarial e influencias de los videojuegos Game Dev Tycoon y The Sims.
El jugador tiene que administrar un personaje que intenta construir una carrera como personalidad de YouTube. Además de administrar la creación de videos para su canal, el jugador también debe administrar la educación y la vida social del personaje. A medida que el personaje se desarrolla, el jugador también debe administrar a los empleados del personaje y la creciente red de contenido. 
Las oportunidades para crear videos para amigos, crear videos a través de acuerdos publicitarios y los ingresos generados por los anuncios de cada video le permiten al personaje comprar actualizaciones para su equipo y vivienda, y acceder a recursos para nivelar las habilidades de su personaje. 
El 15 de julio de 2016, uno de los desarrolladores de U-Play dijo en un artículo que el canal de música sería el próximo canal en ser lanzado. El 13 de octubre de 2016, el mismo desarrollador anunció que el canal de música se lanzaría el 20 de octubre de 2016. Este fue el caso, pero en los dispositivos macOS se prolongó para otra fecha.

## Desarrollo
Youtubers Life fue desarrollado por U-Play en línea, una compañía de entretenimiento independiente con sede en Barcelona, España . El juego recibió luz verde a través de Steam Greenlight en 2015, y se lanzó en Steam Early Access, para Microsoft Windows y OS X, el 18 de mayo de 2016.
En noviembre de 2018, Youtubers Life OMG! La edición se lanzó en Nintendo Switch, PlayStation 4 y Xbox One .